# Ріка (сторожовий корабель)
«Ріка» (рос. Река) — радянський річковий сторожовий корабель, облаштований на початку Німецько-радянської війни з мобілізованого парового колісного буксира.

## Історія служби
Паровий колісний буксир під назвою «Ріка» побудовано у 1912 році у Києві для комерційних перевезень. Як цивільне судно буксир плавав на Дніпрі до початку війни з нацистською Німеччиною.
З початком війни «Ріку» мобілізовано 23 червня 1941 року за передвоєнним планом та 5 липня повністю переоблаштовано у сторожовий корабель на заводі ім. І. В. Сталіна у Києві. За тодішньою класифікацією кораблі, що мали артилерію калібру більше 76 мм, називалися «канонерськими човнами». А кораблі з гарматами 76 мм або менше були у класі «сторожовий корабель».
11 липня «Ріку» включено до складу Пінської військової флотилії (ПВФ). Організаційно сторожовик діяв у складі Прип'ятьського загону річкових кораблів ПВФ. Його командиром став лейтенант запасу Корицький Є. П. (за іншими даними — лейтенант Жаховський Є. А.). Корабель вів бої на Прип'яті.

Сторожові кораблі «Ріка» зліва та «Більшовик» справа, затоплені біля села Окунінове.

Ввечері 23 серпня 1941 року передові загони німецької 111-ї піхотної дивізії, посилені самохідними установками StuG III, розбили погано організовані частини 27-го стрілецького корпусу 37-ї армії Південно-Західного фронту, що відступали за наказом, захопили міст через Дніпро біля села Окунінове та облаштували плацдарм на лівому березі Дніпра. Таким чином кораблі флотилії, що діяли на Прип'яті, серед них і «Ріка», були відрізані від Києва, де знаходився штаб ПВФ.
У ніч на 26 серпня сторожовий корабель «Ріка» разом з іншими кораблями пішов на прорив з півночі у Київ, минаючи німецький плацдарм біля Окунінового. Під час бою він отримав кілька влучень 37-мм протитанкових снарядів, втратив керування та врізався у корпус канонерки «Димитров», що затонула на кілька хвилин раніше. У 1947 році уламки корабля здано на металобрухт.